# Piletocera leucogastralis
Piletocera leucogastralis là một loài bướm đêm trong họ Crambidae.